# Reihe (juego de cartas)
El reihe (se pronuncia ['ʁa͡ɪxe], del alemán: "escalera") es un juego de naipes antiguo (siglo XVI), de 2 hasta 15 jugadores (se recomienda de 3 a 10 jugadores) con la "baraja alemana nórdica" sin comodines (60 cartas), jugado en Europa Central, Escandinavia, Europa Oriental, y Sudamérica. Reihe en alemán significa escalera, por la modalidad del juego de acomodo de los naipes (en escalera), seguramente. Es un juego similar al seises y al cinquillo que se juegan con baraja española, aunque al ser un juego tan fácil de entender se puede jugar con cualquier baraja.

## Objetivo del juego
El objetivo del juego es ser el primer jugador en descartarse por cada ronda; es decir, tal como el seises, ser el primero en quedarse sin cartas.

## El juego
Para jugar al Reihe se reparten todas las cartas. El primero en jugar es el jugador de la derecha del que repartió, este colocará un ocho (de cualquier palo) boca arriba sobre la mesa, si este jugador no posee un ocho continuara el próximo a su derecha. A continuación juega el jugador de su derecha. Éste debe colocar junto al ocho el siete o el nueve del mismo palo, o bien colocar otro ocho boca arriba. Los jugadores van completando los palos desde el ocho colocando las cartas hacia arriba y hacia abajo. Cuando un jugador no puede colocar ninguna carta pasa turno y juega el siguiente. Siempre vale aclarar que "está prohibido pasar cuando aún el jugador tiene una mínima posibilidad", el jugador tiene que estar exento de jugadas posibles para pasar.

## Formas de juego
Con la baraja alemana nórdica
- Con 60 cartas del 1 a la E, se comienza desde el ocho, como juego original.
- Con 56 cartas del 1 a la J.

Con la baraja alemana
- Con 36 cartas del 6 a la A, se comienza desde el diez, ideal como juego rápido.

Con la baraja española
- Con 48 cartas del 1 al 12, se comienza desde el seis (juego muy similar al seises).
- Con 40 cartas del 1 al 12, pero sin los 8 y 9, se comienza desde el cinco (como el cinquillo).

Con la baraja francesa o la baraja inglesa
- Con 52 cartas del 1 a la R / K, comenzando desde el siete.

## La Puntuación
La puntuación por cada mano es:
- Al primero en descartarse: 1 + N
- Al segundo en descartarse: 1 - N
- Al tercero en descartarse: 2 - N
- Al cuarto en descartarse: 3 - N
- Al quinto en descartarse: 4 - N
- Etc.

"N" es el número de jugadores.
Antes o durante el juego se establecerá, entre los participantes, un puntaje máximo. El primer jugador que alcance o superé este puntaje establecido ganará.

## Observaciones y estrategias
Las mejores cartas son los ochos, que pueden colocarse siempre. Un jugador que tenga un ocho en la mano no tendrá que pasar, ya que siempre podrá colocar ese ocho si no tiene ninguna otra jugada.
Otras cartas buenas son las más cercanas a los ochos, es decir, los nueves y los sietes. Estas cartas son buenas ya que se colocan rápidamente. Como regla general, siempre es mejor una carta cercana al ocho que una lejana. Así, un cuatro es mejor que un tres, que a su vez es mejor que un dos. De todas maneras esta regla tiene sus excepciones. Así, si un jugador tuviera en su mano todas las cartas que faltan por colocar hasta uno de los extremos del palo (el rey o el as) tiene asegurado que no se verá obligado a pasar por tantos turnos como cartas tiene. Por ejemplo, si está colocado el cinco de hojas como carta más baja y un jugador tiene en su mano el cuatro, el tres, el dos y el as de hojas, no se verá obligado a pasar en cuatro turnos.
Se pueden desarrollar diferentes estrategias para ganar el juego:
- Si se tiene un ocho de un palo y ninguna carta más de ese palo, se tiene que evitar colocar ese ocho a toda costa, siendo preferible hacer cualquier otra jugada antes de colocar ese ocho. Así los demás jugadores no podrán colocar las cartas de ese palo, y será más fácil que se vean forzados a pasar.

- La misma regla debe aplicarse a cualquier otra carta. Si uno tiene en su mano el cuatro de un palo y ninguna carta por debajo de cuatro de ese mismo palo, debe evitar ponerlo para evitar que los que tienen el tres, el dos y el uno los coloquen.

- Por el contrario, si alguien tiene una carta baja de un palo debe hacer todo lo posible para que le coloquen las demás cartas necesarias para colcar la suya. Así si uno tiene en su mano el uno y el ocho de bellotas, debe sacar el ocho en la primera jugada para que le vayan colocando las demás cartas y poder así colocar su uno. Hay que recordar que en el Reihe no está permitido pasar si se tiene posibilidad de poner alguna carta, de modo que un jugador puede verse obligado a sacar o colocar una carta que no desea si no le queda ninguna otra jugada.

## Juego con dinero
Cuando se juega con dinero, se suele poner una contribución inicial por cada partida (por ejemplo, dos Euro) y otra cantidad cada vez que el jugador pasa (generalmente, la mitad de la contribución inicial, en nuestro ejemplo, un Euro).
De esta manera, al jugar con dinero, es conveniente hacer que los demás pasen el mayor número de veces para conseguir más dinero. Entonces, el primer jugador que alcance o superé el puntaje establecido ganará el pozo acumulado.